# NGC 1903
NGC 1903 је расејано звездано јато у сазвежђу Златна риба које се налази на NGC листи објеката дубоког неба.
Деклинација објекта је - 69° 20' 7" а ректасцензија 5h 17m 22,4s. Привидна величина (магнитуда) објекта NGC 1903 износи 11,9. NGC 1903 је још познат и под ознакама ESO 56-SC93.